# 서포클랜드섬
서포클랜드섬(West Falkland)은 남대서양 포클랜드 제도의 섬이다. 면적은 4,532 제곱 킬로미터이며 전체 섬들 면적 중 37%를 차지한다. 영국령에 속하지만, 아르헨티나가 영유권을 주장인 상태이다.